# Stora Holmevatten (Västerlanda socken, Bohuslän)
Stora Holmevatten är en sjö i Lilla Edets kommun i Bohuslän och ingår i Göta älvs huvudavrinningsområde. Sjön har en area på 0,0582 kvadratkilometer och ligger 117,2 meter över havet.

## Delavrinningsområde
Stora Holmevatten ingår i det delavrinningsområde (644952-128308) som SMHI kallar för Ovan VDRID = 640285-126702 i Göta älvs vattendrag*. Medelhöjden är 71 meter över havet och ytan är 21,77 kvadratkilometer. Räknas de 3126 avrinningsområdena uppströms in blir den ackumulerade arean 47 554,25 kvadratkilometer. Avrinningsområdets utflöde Göta älv (Röa) mynnar i havet. Avrinningsområdet består mestadels av skog (52 %) och jordbruk (18 %). Avrinningsområdet har 0,77 kvadratkilometer vattenytor vilket ger det en sjöprocent på 3,5 %. Bebyggelsen i området täcker en yta av 3,02 kvadratkilometer eller 14 % av avrinningsområdet.